# Jun’ichi Sasai
Jun’ichi Sasai (jap. 笹井 醇一 Sasai Jun’ichi; ur. 13 lutego 1918 w Tokio, zm. 26 sierpnia 1942 na Guadalcanalu) − oficer Japońskiej Cesarskiej Marynarki Wojennej, pilot, as myśliwski z okresu drugiej wojny światowej, zwany „Richthofenem z Rabaulu”. Zginął w starciu powietrznym nad Henderson Field w czasie walk o Guadalcanal.

## Życiorys
Był synem oficera marynarki wojennej i od najmłodszych lat wiedział, że pójdzie w ślady ojca. W dzieciństwie miał problemy zdrowotne, ale dzięki ćwiczeniom osiągnął pełną sprawność fizyczną, posiadał czarny pas w judo. W 1936 wstąpił do Akademii Cesarskiej Marynarki Wojennej w Etajimie i ukończył ją trzy lata później. Po odbyciu kursów pilotażu, w listopadzie 1941 został pilotem myśliwskim grupy lotniczej marynarki wojennej w Tainanie (Tainan-kaigun-kōkūtai).
Pierwszy lot bojowy odbył 10 grudnia 1941 nad Luzonem. Musiał jednak zawrócić w związku z problemami z silnikiem. Później brał udział w walkach w Holenderskich Indiach Wschodnich. Pierwsze zwycięstwo odniósł 2 lutego 1942 nad Jawą, zestrzeliwując holenderski Brewster Buffalo. Na przełomie marca i kwietnia tegoż roku jego jednostka została przebazowana na Nową Gwineę, do Rabaulu i Lae. Sasai został dowódcą eskadry, jednym z jego podkomendnych był doświadczony pilot i as myśliwski Saburō Sakai.
4 maja 1942 odniósł potrójne zwycięstwo nad kluczem amerykańskich P-39, zestrzeliwując wszystkie w niespełna dwadzieścia sekund. 7 sierpnia nad Guadalcanalem zestrzelił w jednym locie pięć maszyn przeciwnika. 26 sierpnia 1942 poprowadził formację dziewięciu myśliwców Mitsubishi A6M jako osłonę zespołu samolotów bombowych G4M w rajdzie na Henderson Field na Guadalcanalu. Przed celem zostali zaatakowani przez 12 amerykańskich myśliwców Grumman F4F Wildcat z dywizjonu VMF-223 lotnictwa Marines, dowodzonych przez majora Johna L. Smitha. W walce, która się wywiązała, jego samolot został zestrzelony – prawdopodobnie przez majora Mariona E. Carla.
Sasai był odznaczony Orderem Złotej Kani. Zgodnie z japońską zwyczajem został pośmiertnie awansowany o dwa stopnie, do rangi kaigun-chūsa (komandora porucznika). Niepotwierdzona, oparta na pobitewnych raportach liczba jego zwycięstw sięgnęła liczby 54, jednak według oficjalnych danych wynosiła 27 zestrzeleń.